# Stansbiopsie
Stansbiopsie of ponsbiopsie is een methode om een biopt (proefmonster) te nemen van de huid dat histologisch onderzocht kan worden, om zodoende tot een diagnose te komen. Het afgenomen weefsel is een biopt en wordt in dit geval een stansbiopt genoemd.
In de dermatologie wordt het afnemen van stansbiopten gedaan met ronde biopteurs voor eenmalig gebruik, in werking te vergelijken met een appelboor. Hiermee wordt een rondje uit de huid gestanst. Met een pincet en schaar kan het stukje huid aan de onderkant worden losgemaakt en opgestuurd voor onderzoek. Standaard is een diameter van 3 of 4 millimeter, maar ook diameters van 2, 6 en 8 mm worden gebruikt. Tevoren wordt de huid lokaal verdoofd. De defecten van een groter biopt worden nogal eens gesloten met (een of meer) hechtingen. Bij biopten van minder dan 7 mm is al of niet met hechtingen sluiten nauwelijks van invloed op het cosmetisch resultaat.
Deze manier van biopteren heeft als voordeel, dat de volledige dikte van de huid kan worden beoordeeld (in tegenstelling tot shave- oftewel schaafbiopsie).
Er zijn ook nadelen:
- Slechts een klein deel van de laesie kan worden beoordeeld. De kans bestaat dat het biopt niet representatief is.
- Het laat (kleine) littekens achter.
- Omdat het huiddefect rond is, kan sluiten van de grotere defecten (vanaf 4-5 mm) rimpels opleveren, zogenaamde "'dog ears". Een alternatief is om de wond niet te sluiten, of om met een scalpel een ellipsvormig biopt af te nemen. Dit bezwaar kan grotendeels ondervangen worden door de huid voor het biopteren in 1 richting wat te strekken, zodat een ovaal defectje ontstaat dat goed gesloten kan worden.